# Azna (Luristan)
Azna (persisch ازنا) ist eine Stadt in der Provinz Luristan im Iran. 

## Geografie
Azna befindet sich im Zagros-Gebirge. Die Stadt liegt 133 km östlich von Chorramabad und 75 km südlich von Arak. Es gibt kalte Winter und gemäßigte Sommer. Die Stadt liegt an der Strecke Isfahan-Chuzestan und ist an das Eisenbahnnetz des Landes angeschlossen.

## Bevölkerungsentwicklung
| Jahr | Einwohnerzahl |
| ---- | ------------- |
| 1991 | 29.857        |
| 1996 | 35.401        |
| 2006 | 38.153        |
| 2011 | 40.145        |
| 2016 | 47.489        |